# Top of Descent

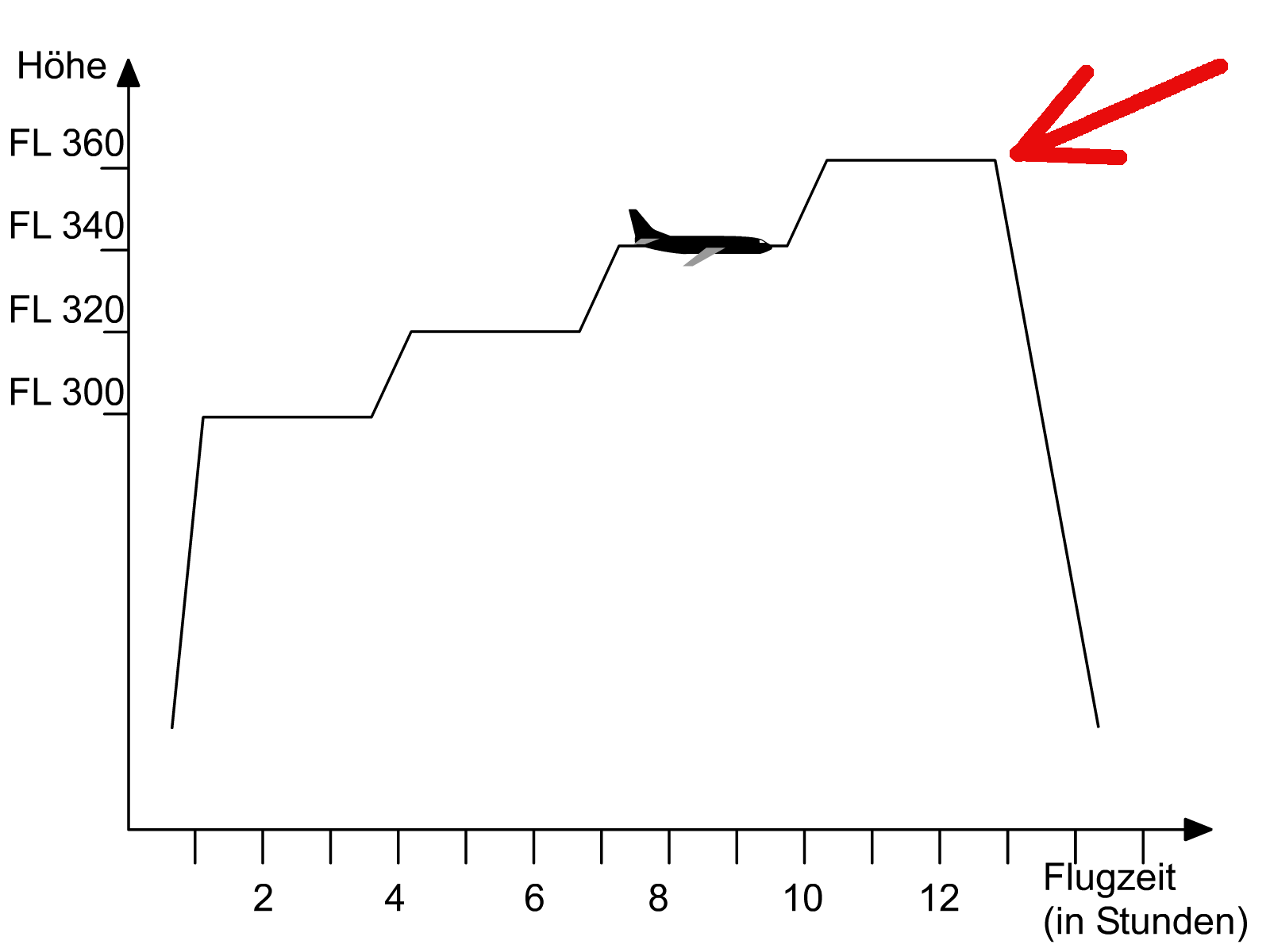
Top of Descent (mit rotem Pfeil markiert) – am Ende eines Reiseflugs mit mehreren step climbs

Der Top of Descent (TOD oder T/D; wörtlich: höchster Punkt des Sinkfluges; oder: Anfangspunkt des Sinkfluges) ist in der Luftfahrt der Punkt, an dem von der Flugphase des Reiseflugs in den Sinkflug übergegangen wird.
An diesem Punkt muss der geplante Sinkflug bis zur Anflughöhe (engl. approach altitude) beginnen.
Der Top of Descent wird meist vom Flight Management System (Bordcomputer) berechnet und auf dem Navigationsbildschirm (engl. navigation display) angezeigt. Die Art der Anzeige auf dem Navigationsbildschirm ist nicht standardisiert, der TOD wird beispielsweise als grüner Kreisbogen angezeigt. Der Top of Descent ist so berechnet, dass er den wirtschaftlichsten Sinkflug auf die Anflughöhe erlaubt. Manchmal ist der Top of Descent jedoch nicht auf Wirtschaftlichkeit, sondern auf andere Kriterien hin optimiert, beispielsweise schnellster Sinkflug oder größte Reichweite.
Der Top of Descent kann auch manuell vom Piloten errechnet werden, was jedoch beträchtlichen Aufwand erfordert.
Da ein Strahlflugzeug in großer Flughöhe wesentlich weniger Treibstoff verbraucht als in niedriger Höhe, ist es das Bestreben der Piloten, so lange wie möglich auf der Reiseflughöhe zu bleiben. Das Flugzeug darf jedoch nicht über den top of descent hinaus auf seiner Reiseflughöhe bleiben, da es dann einen zu steilen Sinkflug durchführen müsste. Durch einen zu steilen Sinkflug würde das Flugzeug jedoch zu schnell werden, womit es unter Umständen die Belastungsgrenzen seiner Struktur überschreiten würde. Die zunehmende Geschwindigkeit beim Sinkflug kann zwar durch das Ausfahren von Störklappen verringert werden; dabei wird jedoch Energie vergeudet, so dass das Flugzeug nicht energieeffizient fliegt. Auch das Fliegen von zusätzlichen Schleifen oder Umwegen würde einen weiteren Höhenabbau ermöglichen, wäre aber sehr unwirtschaftlich. Der wirtschaftlichste Sinkflug wird mit minimalem Treibstoffverbrauch durchgeführt, wobei die Triebwerke auf Flugleerlauf (engl. flight idle) reduziert sind. Der top of descent wird vom Flight Management System berechnet und angezeigt. Ist dieses im Flugzeug nicht vorhanden, ist es eine wichtige Aufgabe des Piloten, diesen Punkt zu errechnen oder zumindest abzuschätzen.